# Glacera d'Axel Heiberg
La Glacera d'Axel Heiberg és una glacera de 48 kilòmetres de longitud que connecta l'Altiplà Polar i la Barrera de gel de Ross. La glacera fou descoberta per l'Expedició Amundsen, que la batejà en honor d'Axel Heiberg, un home de negocis noruec patrocinador de l'expedició. Fou utilitzada com a ruta per a l'expedició, que seria la primera en arribat al pol Sud.